# 8e Rue
La 8e Rue est une voie de New York.

## Situation et accès
Cette voie de Manhattan qui s'étend entre la troisième et la Sixième Avenue, prend le nom de St. Mark's Place entre la Troisième Avenue et l'Avenue A.
Elle est considérée comme une des principales rue culturelles de l'East Village. 

## Origine du nom
La 8e Rue, tire son nom tout simplement de sa position dans le plan en damier de Manhattan établi en 1811. 
Le chiffre « 8 » indique sa position dans la grille est-ouest, entre la 7e et la 9e Rue.

## Historique
Wouter van Twiller, gouverneur colonial de la Nouvelle-Amsterdam, possédait autrefois une ferme de tabac près de la « 8e rue » et de MacDougal Street (en). De telles fermes étaient situées dans la région jusque dans les années 1830. À proximité, un sentier amérindien traversait l'île via les emprises de Greenwich Avenue, Astor Place et Stuyvesant Street (en). 

## Bâtiments remarquables et lieux de mémoire
Thelonious Monk, Charlie Parker et Charles Mingus se sont produits au Five Spot Café à Cooper Square. Abbie Hoffman a fondé le mouvement Youth International Party (yippies) au no 30 ; Andy Warhol, the Velvet Underground, et Jimi Hendrix fréquentaient le nightclub Electric Circus avant sa fermeture en 1971.

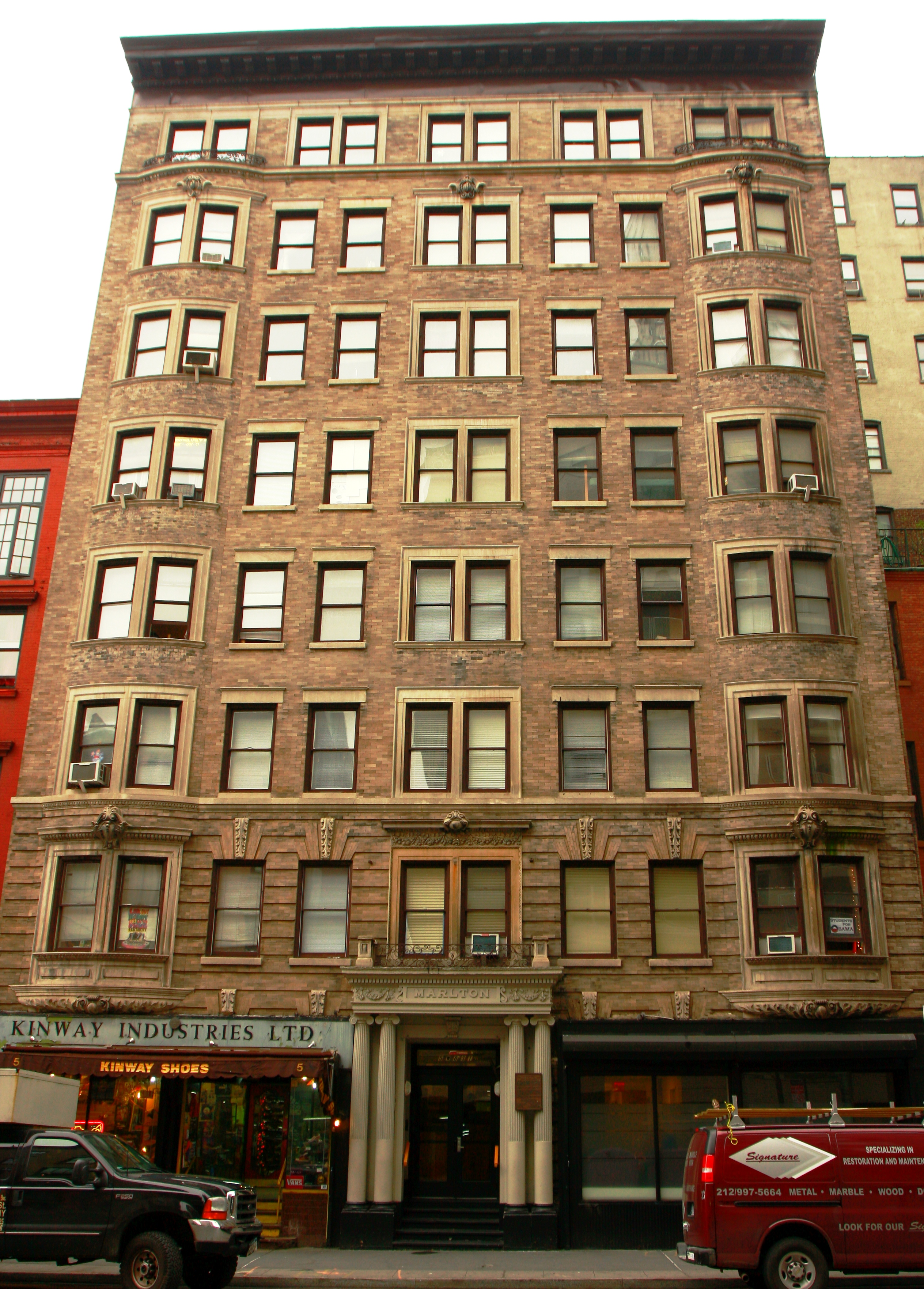
Marlton House en 2008
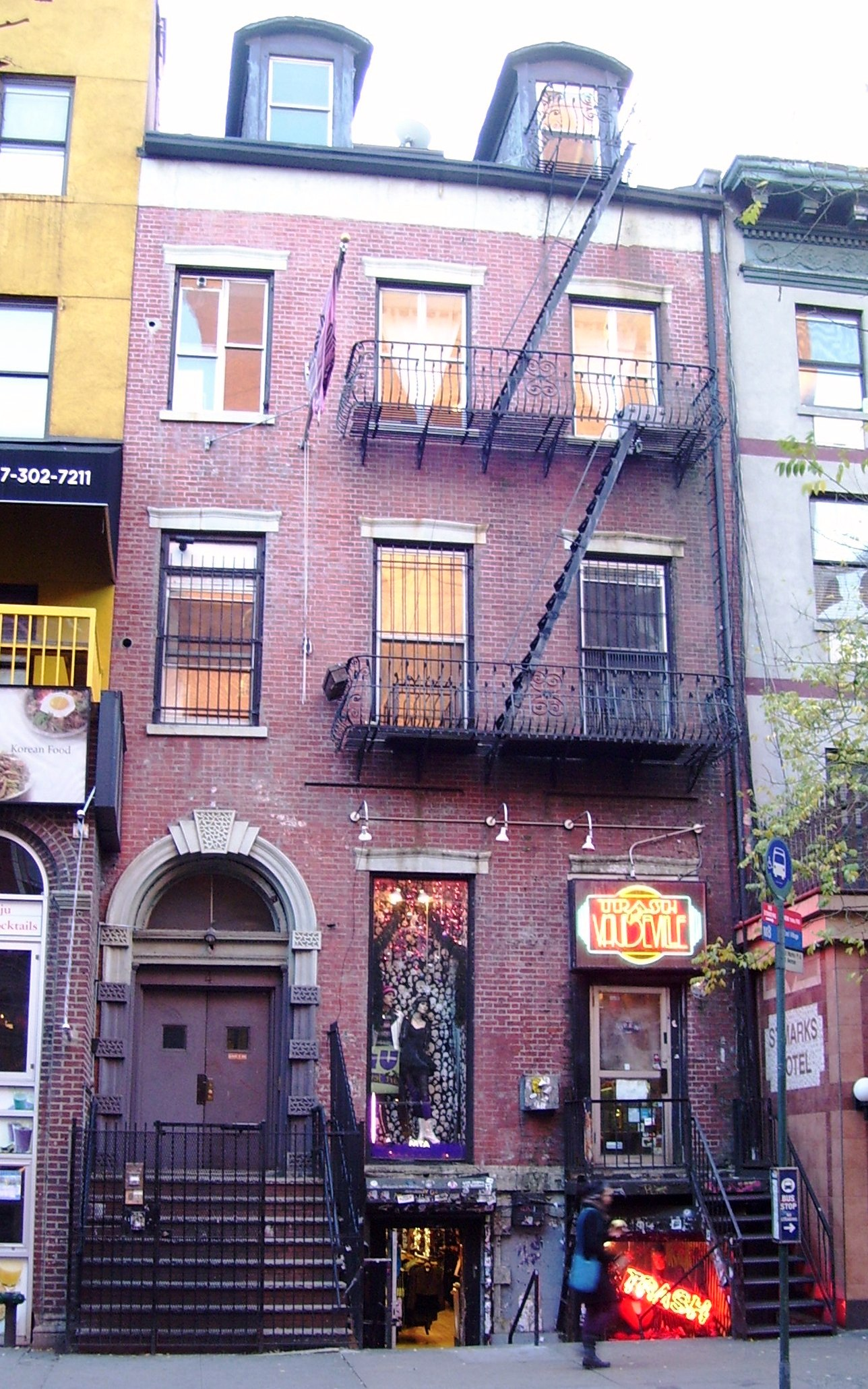
Hamilton-Holly House
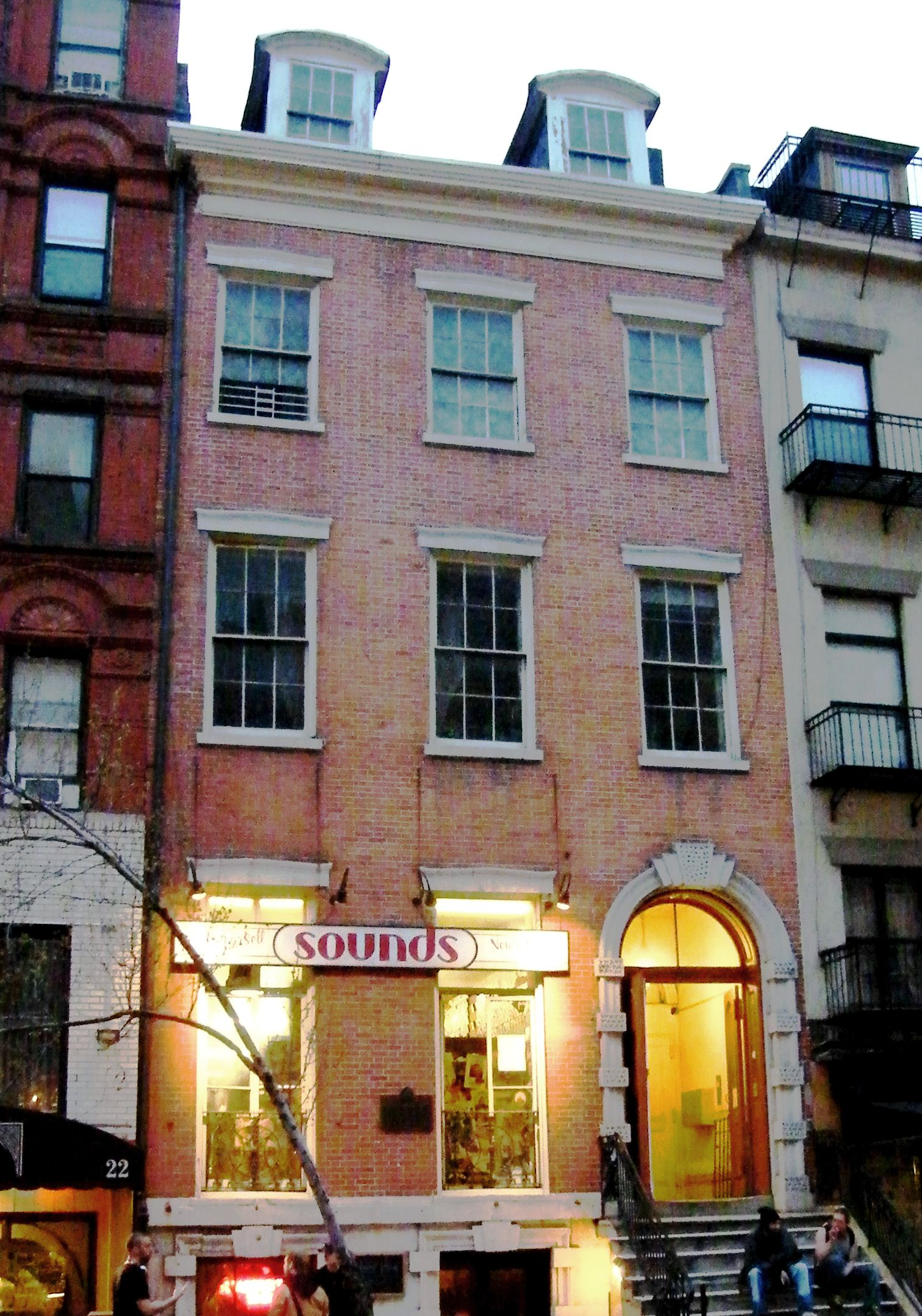
Daniel Leroy House
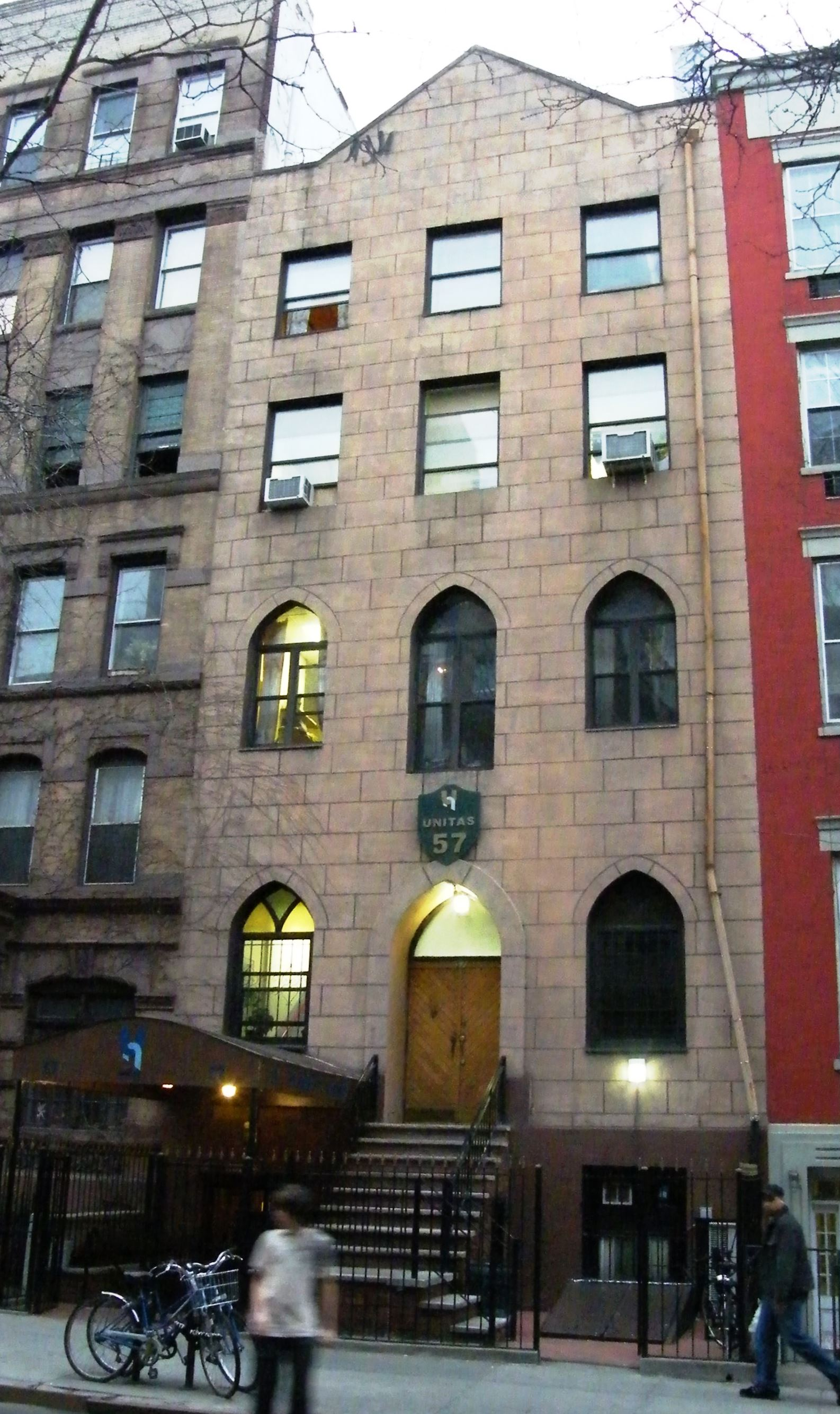
Club 57